# Bracon minutator
Bracon minutator är en stekelart som först beskrevs av Fabricius 1798.  Bracon minutator ingår i släktet Bracon och familjen bracksteklar. Arten är reproducerande i Sverige.

## Underarter
Arten delas in i följande underarter:
- B. m. abscissoris
- B. m. unicolor
- B. m. flavipalpula